# Lars Swanström
Lars Magnus Swanström, 29 december 1868 i Skänninge, död 6 april 1939 i Oslo, var en svensk bokförläggare.
Lars Swanström var son till komministern Lars Johan Swanström. Efter skolgång i Skänninge utbildade han sig för boktryckeri- och förlagsversamhet i Sverige, Norge, Danmark och Tyskland. I början av 1890-talet var han anställd i Hasse W. Tullbergs förlagsrörelse i Stockholm. 1892 köpte han tillsammans med dansken Fr. G. Knudtzon Albert Cammenmeyers forlag i Oslo, till vilket han blev ensam ägare 1894. Firman ombildades till aktiebolag med Swanström som VD. 1906 sålde han förlaget till AB Gyldendalske Boghandel, Nordisk Forlag i Köpenhamn, och blev direktör för denna firmas norska avdelning i Oslo. 1915 återköpte han sitt gamla förlag, vilket han sedan drev till sin död. Under första perioden som ägare av Cammermeyers forlag kom Swanström att göra en betydande insats inom norsk bokproduktion, som tidigare i hög rad dominerats av danskar. Han förlade en rad påkostade verk, bland annat Norge i det nittende Aarhundrede (1-2, 1900) och startade Cammermeyers Novelle- og Romanbibliothek, som såldes till såldes till låga priser. Som direktör för Gyldendals filial i Oslo utgav han bland annat populära minnesupplagor av Henrik Ibsen, Bjørnstjerne Bjørnson, JOnas Lie och Alexander Kielland som utgick i stora upplagor, samt en del konstböcker. Han arbetade även på att intressera norska pressen för popularisering av norsk dikt. Under de sista tio åren av sitt liv sammanställde och utgav han tillsammans med sin svärson Conrad Boe en över hela världen nyttjad shipping code, The Boe Code och The New Boe Code.